# Fernand Crommelynck
Fernand Crommelynck (Párizs, 1886. november 19. – Saint-Germain-en-Laye, 1970. március 17.) francia anyanyelvű belga drámaíró, színész, forgatókönyvíró rendező regényíró és újságíró,

## Életpályája
Párizsban született 1886. november 19-én, és 1970. március 17-én halt meg Saint-Germain-en-Laye-ban.

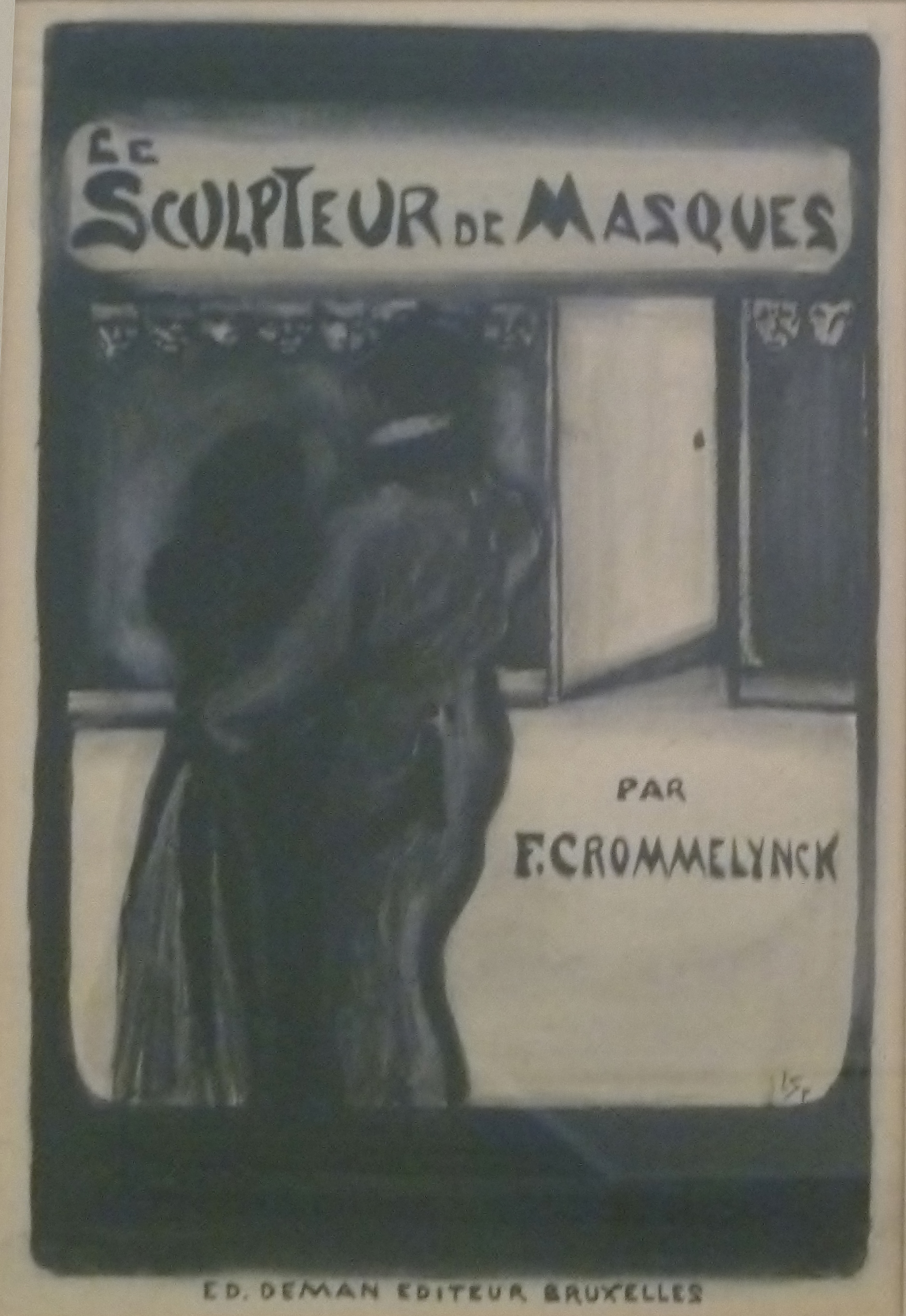
A maszkszobrász (1907) – Léon Spilliaert illusztrációja

Fernand Crommelynck először színész volt, majd drámaíróként debütált a brüsszelúji Parc színházban 1906-ban a Nous n'irs plus aux bois című darabban. Ezt követően a párizsi és a brüsszeli színpadra is számos más, germán expresszionizmussal és flamand szónoki őszinteséggel átitatott darabot írt.
Színészként szerepelt néhány belga némafilmben is, amelyeket Alfred Machin francia filmrendező rendezett, köztük a Minna Claessens története (1912, a belga mozi első nagyjátékfilmje, mára elveszett), A császár csókja és az Átkozott legyen a háború melodráma pacifista filmben. (1914). 1925-ben a Lengyel zsidó című némafilmben játszott és írta a feliratokat. Ezután több francia, brit és német film forgatókönyvét írta meg, nevezetesen a The Romance of Wertherét, Goethe regényének adaptációját Max Ophüls rendezésében 1938-ban. Ezzel egy időben újságírói pályábs kezdett.
1946-ban Brüsszelben nagy sikert aratott Le Cocu Magnificent című darabja; ő maga adaptálta a következő évben a belga filmrendező, Émile-Georges De Meyst filmjében, Bruno szerepében Jean-Louis Barrault-val. 1964-ben készült egy olasz remake Il magnifico cornuto címmel Antonio Pietrangeli, Ugo Tognazzi, Claudia Cardinale, Gian Maria Volonté és Bertrand Blier közreműködésével .
1950-ben Crommelynck kiadott egy detektívregényt, a Monsieur Larose a bérgyilkos?, amely 1961-ben az argentin televízió minisorozata lett.
Ő a vésnök Aldo Crommelynck, Piero Crommelynck és Milan Crommelynck apja. Felesége, Anna 1970. augusztus 15-én halt meg Saint-Germain-en-Laye-ben, 83 évesen.
Feltűnik Emmanuel Guibert La Guerre d'Alan című képregényében, Alan Ingram Cope emlékei alapján.

## Művei

### Színház
- A maszkszobrász (1908)
- A sajnálat kereskedője (1913)
- Gyerekszerelmesek (1921)
- The Magnificent Cuckold (1921) ; újrakiadás Jean Duvignaud előszavával és Paul Emond olvasmányával, Brüsszel, Labor (1987)
- Carine, avagy a lelkéért őrült fiatal lány (1929) (Triennálé színházi díj) újrakiadás, Brüsszel, La Renaissance du Livre, coll. " Északi űr » (2010)
- Golden Guts (1930) ; újrakiadás Michèle Fabien előszavával, felolvasó Paul Emond, Actes Sud (1989)
- Egy nő, akinek túl kicsi a szíve (1934)
- Hideg és meleg, avagy Monsieur Dom ötlete (1936)
- A Hold lovagja vagy Sir John Falstaff (1968)
- Mirror of Childhood (1986), posztumusz kiadvány
- Complete Theatre, 3 kötet, bevezető: Georges Perros, Gallimard, (1986–1987) Commentaire biblio : Le Cocu magnifique ; Les Amants puérils ; Le Sculpteur de masques ; Tripes d'or ; Carine ; Chaud et froid

### Krimi
- Monsieur Larose a gyilkos? (1950), újrakiadás Luc Dellisse előszavával, Brüsszel, Les Éperonniers (1988)

### Egyéb
- Sacha Guitry, Pierre Benoit, André Maurois, Edmond Heuzé, Fernand Crommelynck és Jean Cocteau, Maurice Utrillo V, Maurice Utrillo, Suzanne Valadon és Lucie Valore eredeti litográfiái ( Fernand Mourlot műhely), Joseph Foret, Párizs, 1956

## Filmográfia

### Színészként
- 1912 Minna Claessens története, belga némafilm, Alfred Machin rendezésében
- 1913 : A kis futó áldozata, belga némafilm Isidore Moray rendezésében
- 1913 : A császár csókja, belga némafilm, Alfred Machin rendezésében
- 1913 : Rigolo ügynök és rendőrkutyája, Alfred Machin által rendezett belga némafilm, ahol Crommelynck játssza Rigolo ügynök szerepét, egy filmben, amelyben Mimir, a párduc látható.
- 1913 : A Fekete gyémánt, belga némafilm, amelyet Alfred Machin rendezett, ahol Crommelynck a felfedező Santher szerepét játssza, egy filmben Mimir, a párduc látható.
- 1914 : Átkozott a háború, Alfred Machin által rendezett belga némafilm
- 1921 : A bíró, belga némafilm, rendezte Théo Bergerat
- 1922 : Belga vér vagy belga bosszú, belga némafilm Théo Bergerat rendezésében
- 1922 : A fekete bárány, belga némafilm, Chalux rendezésében
- 1922 : Az éjfél harangja, belga némafilm Jacques de Baroncelli rendezésében
- 1925 : A lengyel zsidó, brit–belga némafilm Harry Southwell rendezésében
- 1935 : Holttest n&nbsp;5, belga film Gaston Schoukens rendezésében

### Forgatókönyv- vagy párbeszédíróként
- 1925 : A lengyel zsidó, brit–belga némafilm Harry Southwell rendezésében
- 1933 : Pausole király kalandjai, francia film Alexis Granowsky rendezésében, Pierre Louÿs regényének adaptációja
- 1933 : The Merry Monarch, brit film, Alexis Granowsky rendezésében (A Pausole király kalandjai című film angol változata)
- 1933 : Die Abenteuer des Königs Pausole, német film, Alexis Granowsky rendezésében (A Pausole király kalandjai című film német változata)
- 1937 : Miarka, a medve lánya, francia film, Jean Choux rendezésében
- 1938 : La Glu, Jean Choux által rendezett francia film
- 1938 : Werther románca, francia film , Max Ophüls rendezésében
- 1943 : Veled vagyok, francia film Henri Decoin rendezésében
- 1947 : Le Cocu Magnifique, francia–belga film Émile-Georges De Meyst rendezésében, Jean-Louis Barrault-val Bruno szerepében
- 1955 : Passion de femmes, francia film, Hans Herwig rendezésében

## Fordítás
- Ez a szócikk részben vagy egészben  a   Fernand Crommelynck című francia Wikipédia-szócikk ezen változatának fordításán alapul.  Az eredeti cikk szerkesztőit annak laptörténete sorolja fel. Ez a jelzés csupán a megfogalmazás eredetét és a szerzői jogokat jelzi, nem szolgál a cikkben szereplő információk forrásmegjelöléseként.

## Bibliográfia
- Dictionnaire des littératures policières, Claude Mesplède, vol. 1, Nantes, Joseph K., Temps noir, 2007, 1054 o. ISBN 978-2-910-68644-4 oclc=315873251
- Pierre Piret: L'écriture théâtrale : l'œuvre exemplaire de Fernand Crommelynck, filozófiai és irodalmi doktori értekezés (Philologie romane) l'Université catholique de Louvain, 1997
- Gisèle Féal: Le théâtre de Crommelynck, Paris, 1976, ISBN 978-2-256-90756-2